# 에어스피드 앰배서더

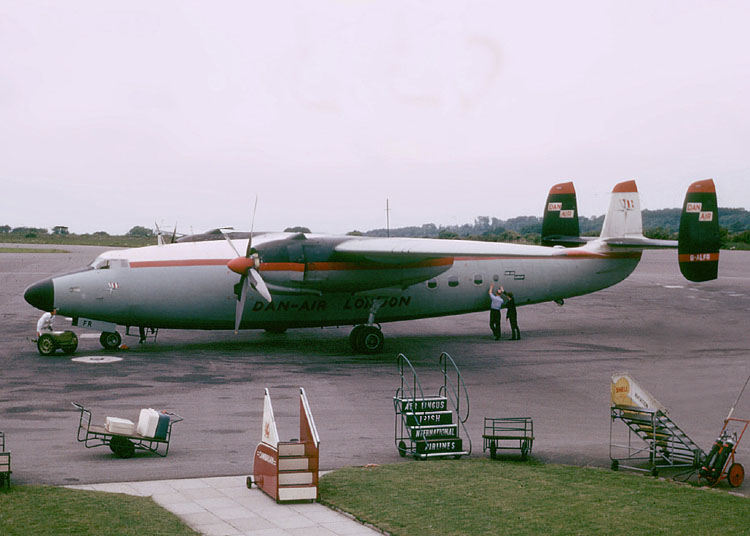
에어스피드 앰배서더

에어스피드 앰배서더(Airspeed Ambassador, 정식 명칭: 에어스피드 AS.57 앰배서더, Airspeed AS.57 Ambassador, AS.57 앰배서더)는 영국의 항공기 제조업체인 에어스피드에서 설계 및 생산한 영국의 트윈 피스톤 엔진 여객기이다. 이 여객기는 전후에 생산된 최초의 여객기 중 하나였다.
앰배서더는 널리 사용되는 더글러스 DC-3를 대체할 쌍발 단거리 및 중거리 여객기에 대한 브라바존 위원회의 요구 사항에 따라 개발되었다. 에어스피드는 1943년 서리의 코밤(Cobham)에 있는 페어마일 매너(Fairmile Manor)에서 분산된 설계 팀을 구성했으며, 처음에는 브리스톨 허큘리스(Bristol Hercules) 방사형 엔진으로 구동되는 소규모 제안을 작업했다. 이는 전후 민간 항공 여행의 확장을 더 잘 충족시키기 위한 더 큰 용량의 설계로 빠르게 대체되었지만, 여러 기관에서는 에어스피드의 예상 항공 여행 성장을 의심했다. 새롭지만 기존의 브리스톨 센타우루스(Bristol Centaurus) 방사형 엔진이 장착된 앰배서더는 당시 최신 혁신이었던 4개의 네이피어 노마드(Napier Nomad) 터보 복합 엔진을 수용하도록 설계되었다. 동체는 가압 기능과 호환되었으며 이는 고객에게 제공되는 옵션 기능이었다.
1947년 7월 10일, 최초의 프로토타입 대사는 수석 시험 조종사인 조지 에링턴(George Errington)을 조종하여 크라이스트처치에서 첫 비행을 실시했다. 총 3개의 프로토타입이 제작되었다. 초기에 BEA(영국유럽항공)는 1948년 9월 20대의 항공기에 대해 300만 파운드를 주문하면서 이 유형의 주요 고객으로 떠올랐다. 1951년 서비스에 대사를 소개하면서 BEA는 종종 항공기를 "엘리자베스"라고 불렀다. 이는 항공기가 항공사의 "엘리자베스 클래스" 승객 서비스에 사용되었기 때문이다. 그러나 이 유형은 터보프롭 엔진을 장착한 빅커스 바이카운트에 의해 빠르게 성능이 저하되었으며 BEA는 1958년에 대사를 철수하기로 결정했다.
중고 항공기는 댄에어(Dan-Air) 및 노스이스트 항공(Northeast Airlines)을 포함한 여러 다른 항공사에서 운항했다. 상대적으로 적은 수로 생산되었음에도 불구하고 앰배서더는 기획자가 예상했던 것보다 오랫동안 작동했다.

## 사양

### 일반적 특성
- 승무원: 3
- 수용인원: 최대 60명
- 길이: 25m(81피트)
- 날개 폭: 35m(115피트)
- 높이: 5.59m(18피트 4인치)
- 날개 면적: 1,200평방피트(110m2)
- 종횡비: 11:1
- 익형: 뿌리: NACA; 팁: NACA[1]
- 공차 중량: 16,277kg(35,884lb)
- 최대 이륙 중량: 52,000lb(23,587kg)
- 연료 용량: 2개의 일체형 날개 탱크에 1,000 imp gal(1,200 US gal; 4,500 L), 2개의 중앙 섹션 백 탱크에 600 imp gal(720 US gal; 2,700 L) 제공
- 동력 장치: 2 × Bristol Centaurus 661 18기통 공랭식 슬리브 밸브 피스톤 엔진, 각 2,625hp(1,957kW)

## 같이 보기
- 빅커스 바이카운트